# Ardisia grandifolia
Ardisia grandifolia är en viveväxtart som beskrevs av A. Dc. Ardisia grandifolia ingår i släktet Ardisia och familjen viveväxter. Inga underarter finns listade i Catalogue of Life.